# Antes (canción)
«Antes» es una canción de los cantantes puertorriqueños Anuel AA y Ozuna, publicada el 22 de enero de 2021. Fue lanzada como segundo sencillo del álbum de estudio colaborativo Los Dioses.

## Vídeo musical
El video de "Antes" fue lanzado el 22 de enero de 2021 el mismo día en que lanzaron el álbum, con la canción en el canal de YouTube de Ozuna. Fue filmado en Miami, Florida y dirigido por Fernando Lugo y trata sobre su anhelo de conocer a una bella dama que conocieron en el club una vez más.

## Posicionamiento en listas
| Lista (2021)                          | Mejor posición |
| ------------------------------------- | -------------- |
| Argentina (Argentina Hot 100)         | 77             |
| Colombia (National-Report)            | 12             |
| Costa Rica (Monitor Latino)           | 11             |
| El Salvador (Monitor Latino)          | 3              |
| España (Top 100 Canciones)            | 4              |
| Estados Unidos (Billboard Hot 100)    | 100            |
| Estados Unidos (Hot Latin Songs)      | 5              |
| Estados Unidos (Latin Airplay)        | 22             |
| Estados Unidos (Latin Rhythm Airplay) | 13             |
| Global 200 (Billboard)                | 76             |
| Guatemala (Monitor Latino)            | 3              |
| Honduras (Monitor Latino)             | 16             |
| México (Billboard Mexico Airplay)     | 16             |
| México (Mexico Espanol Airplay)       | 10             |
| Panamá (Monitor Latino)               | 3              |
| Paraguay (SGP)                        | 8              |

## Certificaciones
| País   | Organismo certificador | Certificación | Ventas certificadas | Ref    |
| ------ | ---------------------- | ------------- | ------------------- | ------ |
| España | PROMUSICAE             | Platino       | 40 000              | [ 21 ] |